# Pseudopecoelus vulgaris
Pseudopecoelus vulgaris är en plattmaskart. Pseudopecoelus vulgaris ingår i släktet Pseudopecoelus och familjen Opecoelidae. Inga underarter finns listade i Catalogue of Life.